# Pramaggiore
Pramaggiore es una localidad y comune italiana de la provincia de Venecia, región de Véneto, con 4.670 habitantes.

## Evolución demográfica
| Gráfica de evolución demográfica de Pramaggiore entre 1861 y 2001 |
|                                                                   |
| Fuente ISTAT - elaboración gráfica de Wikipedia                   |